# Стефан Шварц
Ханс-Юрген Стефан Шварц или само Стефан Шварц е бивш шведски футболист, защитник, бивш национален състезател, понастоящем футболен мениджър.
Роден е в смесено семейство с германски баща и майка шведка.
Започва да играе футбол в местния клуб ФК Куладалс, а по-късно преминава в редиците на шведския гранд Малмьо ФФ.
През 1990 г. той играе за германския елитен Байер Леверкузен, преди да се премести в отбора на Бенфика (Лисабон), където той играе от 1990 до 1994 година.
Играе още за Арсенал, Фиорентина, Валенсия, Съндърланд.
Най-престижното отличие, което получава е „Златната топка на Швеция“ (Guldbollen) през 1999 година, когато е обявен за най-добър футболист на Швеция през същата година.
Играе на две световни първенства (1990 и 1994), като има изиграни 69 мача и 6 отбелязани гола за националния отбор. Носител на бронзов медал от Световното първенство САЩ 1994.
Шварц понастоящем е футболен агент на звездата на английския Мидълсбро – Хулио Арка.